# Nowostaw (obwód rówieński)
Nowostaw (ukr. Новостав) – wieś na Ukrainie, w obwodzie rówieńskim, w rejonie rówieńskim, nad rzeką Stubełką. W 2001 roku liczyła 779 mieszkańców.
Do 1946 roku miejscowość nosiła nazwę Jurydyka-Nowostaw (ukr. Юридико-Новостав, Jurydyko-Nowostaw).